# St. Charles (Michigan)
St. Charles est un village du comté de Saginaw, dans l'État du Michigan, aux États-Unis. En 2020, il comptait une population de 1 992 habitants.